# Hajastani Hanrajin herrustajnkerut’jun
Hajastani Hanrajin herrustajnkerut’jun (orm. Հայաստանի հանրային հեռուստաընկերություն, tłum. „Armeńska Telewizja Publiczna”), skrótowo znana jako H1 (Հ1; inaczej 1TV) – ormiański publiczny nadawca telewizyjny. Pierwsza emisja przez firmę miała miejsce 29 listopada 1956, zaś regularne nadawanie rozpoczęto 9 lutego 1957 roku.

## Nadawanie
Nadaje jeden kanał telewizyjny pod tą samą nazwą, również znany jako Arradżin alik (orm. Առաջին ալիք, tłum. „Pierwszy kanał”), który ma konstytucyjny obowiązek zapewnienia obywatelom prawa do otrzymywania bezpłatnych audycji politycznych, gospodarczych, kulturalnych, historycznych, naukowych, sportowych, edukacyjnych, różnorodnych i informacyjnych. Dawniej nadawał również inne kanały: Nork, zamknięty w 1998 roku – kanał ogólny, który został zastąpiony przez prywatną stację Armenia 2 (H2) w 1999 roku; Nor alik’, zamknięty w 2008 roku program rozrywkowy i muzyczny, zastąpiony przez kanał Ararat, który zaprzestał emisję w 2011 roku.

## Historia

### Lata 50. i 60. XX wieku
5 września 1955 roku Rada Ministrów ZSRR podjęła decyzję o powstaniu 27 ośrodków programowych i 5 rozgłośni na terenie republik związkowych. Na wzgórzach Nork w Erywaniu rozpoczęła się budowa ormiańskiej stacji telewizyjnej. Powołano komisję pod nadzorem pierwszego dyrektora ormiańskiej telewizji Nersesa Kagramanowa. Następnie komisja zatrudniała pracowników, którzy mieli rozwijać i znaleźć solidną bazę dla ormiańskiej telewizji. 29 listopada 1956, w dniu przejęcia Armenii przez Armię Czerwoną, działalność rozpoczął pierwszy kanał telewizji pod nazwą Program Pierwszy Armeńskiej Telewizji (orm. Հայկական հեռուստատեսության 1-ին ծրագիր, trb. Hajkakan herrustatestu’jan 1-in cragir). 31 grudnia 1956 roku wyemitowano program noworoczny, a 2 stycznia 1957 roku – program świąteczny dla dzieci. Oficjalne otwarcie telewizji ormiańskiej odbyło się 9 lutego 1957 roku; była to również data rozpoczęcia regularnych programów. Programy te nadawane były cztery razy w tygodniu, we wtorki, czwartki, soboty i niedziele przez 2 godziny. W niedzielę programy rozpoczęły się o godzinie 14:00 i trwały 1–2 godziny, a następnie po krótkiej przerwie ponownie od 19:00 do 21:00. Funkcjonowało tylko jedno studio o łącznej powierzchni 60 m². Pracownicy wychodzili z założenia, że telewizja to przede wszystkim medium prezentowania wartości kulturowych, przez co luty 1957 roku obfitował w programy kulturalne. 6 sierpnia 1957 roku wyemitowano pierwszy program informacyjny „Wiadomości tygodnia”, który stał się cykliczny dopiero od lutego 1958. W tym czasie powstała również redakcja wiadomości.
31 grudnia 1964 roku, dzięki staraniom pracowników wydziału telekomunikacji, możliwe stało się odebranie z Moskwy świątecznego programu Telewizji Centralnej ZSRR. Odbiór programów Telewizji Centralnej stał się wówczas priorytetem, który zrealizowano poprzez budowę przekaźnikowego łącza mikrofalowego Erywań – Rustawi. Od 1965 roku w ormiańskiej telewizji nadawane były programy pilotażowe z Moskwy, Leningradu i Tbilisi. Orkiestra symfoniczna Telewizji i Radia Armenii powstała w 1966 roku i była kierowana przez Ohaana Duriana. Orkiestra dała swój pierwszy koncert 6 maja 1966 roku.

### Lata 70. i 80. XX wieku
Pochód pierwszomajowy z Placu Lenina z 1973 roku był transmitowany w kolorze. Początkowo kolorowe programy nadawane były tylko ze stacji mobilnej, z powodu dużych uroczystości, koncertów, wydarzeń sportowych w kraju. Począwszy od 1978 r. około 50% programów pierwszego kanału ormiańskiego było w kolorze. W latach 1971–1979 czas antenowy był bogaty w ormiańskie filmy i programy fabularne. W 1978 roku w Armenii było prawie 500 tys. telewizorów, z czego 100 tys. to telewizory kolorowe. Armenia znalazła się na drugim miejscu w całym Związku Radzieckim pod względem popularyzacji telewizji. Ogólna długość programów telewizyjnych dziennie wynosiła 19 godzin. Około 50 procent programów było w kolorze.
Życie społeczno-polityczne ZSRR, a także telewizja przechodziły w połowie lat 80. ważne procesy reformacyjne. Rozgłos, słabsza cenzura i zmiany w klimacie politycznym sprawiły, że telewizja była też najbardziej niezależna i bezstronna. Priorytetem stały się programy publiczno-analityczne, wartości kulturowe zostały ponownie przemyślane. W tym okresie program informacyjny „Lraber” przeszedł nowe jakościowe zmiany. Przedstawiono najnowsze wiadomości; program stał się liderem, dzięki stosunkowo obiektywnym i bezstronnym prezentacjom. Mowa telewizyjna staje się prosta i szczera, programy telewizyjne prezentowały analizę problemów występujących w życiu społecznym i starały się znaleźć rozwiązanie tych problemów. Wzrastało zaufanie społeczne do telewizji. Po trzęsieniu ziemi w północnej Armenii, telewizja we współpracy z Ministerstwem Spraw Wewnętrznych uruchomiła programy, by pomóc tysiącom ludzi szukać swoich krewnych i przyjaciół dotkniętym trzęsieniem.
Zgodnie z decyzją premiera Wazgena Manukiana we wrześniu 1990 nowo mianowanym szefem Państwowego Departamentu Programów Telewizji i Radia został doktor nauk humanistycznych Henrik Howhannisian – pierwsza osoba na tym stanowisku, która nie popierała systemu komunistycznego. Rozpoczął reformację telewizji ormiańskiej, zarówno pod względem treści, jak i struktury; zmiany te miały być zgodne z obecną sytuacją na świecie. Telewizja stała się stosunkowo wolna od cenzury. W programach wyrażane były opinie, idee, które czasem nie były przyjemne dla władz, jednak żaden program nie został w tych latach zamknięty dla celów politycznych. Podejmowane są próby propagowania idei narodowej za pośrednictwem telewizji.

### Od upadku ZSRR
Armenia została ogłoszona wolną, niepodległą i samorządną republiką 21 września 1991 roku. Miesiąc później prezydent Lewon Ter-Petrosjan podpisał ustawę „O środkach masowego przekazu”. Po raz pierwszy w Armenii system informacyjny miał okazję rozwijać się w wolnym i sprzyjającym środowisku. W ormiańskiej telewizji dominowała wolność słowa i czysto narodowościowa propaganda. Telewizja, pod nazwą Armeńska Telewizja (orm. Հայկական հեռուստատեսություն, trb. Hajkakan herrustajnkerut’jun), kontynuowała nadawanie nowych programów poprzez rozwijanie i podkreślanie treści, które opierały się na zasadach narodowych i kształtowaniu ustroju państwowego. W kilka dni po ogłoszeniu niepodległości narodził się program informacyjny „Hajlur”, w którym dominującą ideą była wolność słowa, oraz który wytykał błędy władz. Z powodu kryzysu ekonomicznego, począwszy od 14 stycznia 1991 długość nadawania została zmniejszona o dwie trzecie.
Pod koniec 1991 roku mianowany został nowy przewodniczący Komitetu Społecznego Telewizji i Radia Armenii, Samwel Geworgian. Zgodnie z uchwaloną w 1991 roku ustawą o środkach masowego przekazu, w Armenii stworzono warunki do funkcjonowania prywatnych firm telewizyjnych. W Erywaniu i różnych częściach kraju uruchomiono wiele telewizji kablowych. W 1996 roku drugi kanał telewizji ormiańskiej rozpoczął działanie jako Nork, a pod koniec 1998 został sprywatyzowany i pod skrzydłem firmy telewizyjnej Prometews zaczął działać pod nazwą Armenia 2. W 1998 roku rozpoczął się proces reformacji telewizji narodowej. Równolegle prowadzono prace nad aktualizacją techniczną i merytoryczną. 21 września 1998 roku, w Dzień Niepodległości Armenii, telewizja oficjalnie ogłosiła otwarcie nowego sezonu nadawania, organizując na Placu Teatralnym wielki koncert, który stał się tradycją. 24 lutego 1999 roku Armeńska Telewizja rozpoczęła nadawanie za pośrednictwem satelity. 19 stycznia 2000 Narodowa Telewizja Armenii została spółką publiczną i zaczęła używać logo oraz nazwę H1, od tego czasu używana jest również obecna pełna nazwa firmy.
7–8 lipca na 56. Generalnym Zgromadzeniu Europejskiej Unii Nadawców w Dubrowniku, państwowa telewizja (wraz z radiem) została przyjęta do EBU pod skrótem ARMTV (później: AMPTV). Dzięki temu, umożliwiony został udział nadawcy w Konkursie Piosenki Eurowizji oraz Konkursie Piosenki Eurowizji dla Dzieci, w którym do tej pory kraj zwyciężył dwa razy: w 2010 roku Wladimir Arzumanian z utworem „Mama”, oraz w 2021 roku Maléna z utworem „Qami Qami”.

## Historia logo
| Okres obowiązywania | Grafika | Opis logo |
| ------------------- | ------- | --- |
| 1997–2013           |         | Logo przedstawia napis „Հ1” zapisany w jasnoniebieskiej, pochylonej czcionce. |
| 2013–2021           |         | Logo przedstawia liczbę 1 przedstawioną w ciemnoniebieskim kwadracie, pod którą znajdują się dwa rzędy, w których niebieskim drukiem napisane jest „Հայաստանի հանրային հեռուստաընկերություն”. |
| od 2021             |         | Logo przedstawia liczbę 1 na ciemnoniebieskim tle, wokół której znajduje się biała otoczka w kształcie kwadratu. W środku liczby znajduje się jasnoniebieski kontrastujący równoległobok.     |

## Dyrektorzy
Pierwszym dyrektorem telewizji był Nerses Kagramanow. Obecnie urząd od listopada 2020 roku sprawuje Howhanes Mowsisian.